# Schlacht am Sông Đáy
Haiphong – Hanoi – Papillon – Léa – Ceinture – Route Coloniale 4 – Vĩnh Yên – Mạo Khê – Sông Đáy – Hòa Bình – Nghia Lo
– Lorraine – Nà Sản – Bretagne – Adolphe – Laos I – Atlante – Camargue – Hirondelle – Brochet – Mouette – Laos II – Điện Biên Phủ –  Mang-Yang-Pass
Die Schlacht am Sông Đáy resultierte aus dem Versuch der Viet Minh, von Mai bis Juli 1951 von Südwesten entlang des Flusses Sông Đáy in das Deltagebiet in Tonking einzubrechen. Es gelang den französischen Kräften, ihn in mehrwöchigen Gefechten mit Unterstützung örtlicher Milizen der katholischen Minderheit zurückzuschlagen. Nach der Schlacht wandte sich die Viet Minh wieder verstärkt dem Guerillakrieg zu.

## Vorgeschichte
Während des Indochinakriegs versuchte Frankreich die Guerillaorganisation der Viet Minh, welche nach der japanischen Niederlage im Zweiten Weltkrieg 1945 in Vietnam einen souveränen Staat ausgerufen hatten, zu bekämpfen. Während der ersten Kriegsjahre hatten sich die Viet Minh auf den Einsatz von Guerillataktiken und die Vermeidung von konventionellen Gefechten spezialisiert. Mit der Etablierung der Volksrepublik China nach dem Sieg der Kommunisten im Chinesischen Bürgerkrieg wurden die Streitkräfte der Unabhängigkeitsbewegung mit chinesischer Unterstützung zu einer regulären Armee aufgerüstet. Die militärische Führung der Viet Minh um Vo Nguyen Giap plante deshalb mit konventionell organisierten Großverbänden in das Delta einzubrechen und gegebenenfalls die urbanen Zentren Tonkings einzunehmen. 1951 waren die Viet Minh bei Vĩnh Yên und Mạo Khê bereits verlustreich gescheitert.
Die Viet Minh planten eine erneute Offensive von südwestlicher Richtung auf das Delta zu. Dabei sollten die 304. Division gegen Phu Ly und die 308. Division gegen Ninh Binh vorgehen. Die 320. Division sollte im Zentrum Richtung Phat Diem vorrücken. Das in französisch-kontrolliertes Territorium eingesickerte 64. Infanterieregiment und ein lokales Infanterieregiment sollten den Angriff aus dem Rücken der französischen Front gegen ihre Nachschublinien führen. Die Führung der Viet Minh versprach sich kurz vor der Reisernte einen Zugewinn an kontrolliertem Territorium in den fruchtbaren Regionen des Deltas. Ebenso wollte sie die katholische Bevölkerung, welche im Ruf der Kollaboration mit den Franzosen stand, unter ihre Kontrolle bringen.

## Verlauf
Die Angriffe der Viet Minh begannen für die Franzosen überraschend am 29. Mai 1951. Die französische Seite reagierte mit dem Heranbringen von drei Mobilen Gruppen, eines Kolonialfallschirmjägerregiments sowie Artillerie- und Panzerkräften. Die französische Flussflottille Dinassaut konnte die Nachschublinien der Viet Minh über den Fluss unterbrechen. Die Gefechte erreichten ihren Höhepunkt am 4. Juni. Die Franzosen konnten die Initiative am 6. Juni wieder zurückgewinnen. Wenige Tage darauf gab Giap den Rückzugsbefehl. Die Kämpfe dauerten jedoch stellenweise bis zum 18. Juni. Laut französischen Angaben betrugen die Verluste der Viet Minh rund 1000 Gefangene und rund 9000 getötete Kombattanten. Während der Schlacht fiel der Sohn des französischen Oberbefehlshabers in Indochina Jean de Lattre de Tassigny als Leutnant im Infanterieeinsatz.

## Folgen
Vo Nguyen Giap wurde aufgrund der hohen Verluste während der konventionellen Schlachten nach der Schlacht am Song Day vom Ideologen der Partei Trường Chinh und von Ho Chi Minh deutlich kritisiert. Die Viet Minh gingen nach Song Day wieder zum Guerillakampf über, da sich gezeigt hatte, dass sie in einer konventionellen Auseinandersetzung keinen Erfolg hatten. Giap formulierte in einem von französischen Kräften erbeuteten Tagesbefehl den Strategiewechsel wie folgt:
"Unsere Truppen, die ihre Überlegenheit als Guerillakämpfer gezeigt haben, sollten von nun an keine massive Schlacht mehr suchen. Die allgemeine Gegenoffensive ist abgesagt. Regionale Kräfte werden in kleinen Truppen in die Kleinstädte und urbane Netzwerke einsickern. Das Ziel der revolutionären Kriegsführung bleibt die Bevölkerung."